# Neostili
I neostili sono il ricorso, di solito nel XIX secolo, ad elementi formali dell'arte passata, in genere dell'architettura.
Si sviluppano dopo il declino dell'architettura barocca per poi essere affiancati da forme ibride ed essere sostituiti dallo Stile liberty oppure dal Movimento Moderno.

## Elenco di neostili
- Neobizantino
- Neoclassico
- Neogotico
- Neorinascimentale
- Neobarocco
- Neogreco